# 机场路 (杭州)
机场路位于杭州市上城区，是一条东北-西南走向、为联系杭城东北地区与主城中心区的、的主干道，得名于笕桥机场:464。机场路长6.3公里，分为两段。其中南段（艮山路～规划同协路）长为5.3公里，为双向6车道；北段则为双向四车道。

## 历史

### 古時要路
机场路走向原为古时往来苏州方向紧急邮递、官商车马进入杭州必经之路，曾经有城东大路、走马塘、九里松等名称:68。民国初修建杭州至海宁的道路，因而得名杭海路，后改称杭平路。笕桥机场和中央航校建成后，又改名为中央航校路:464。
1946年抗战胜利后中央航校路更名凯旋路。1949年中共在杭州建政后，公路改名为杭笕路。1958年9月，杭州当地政府将杭笕路机场大门至机神庙段拉直，同时更名为机场路。1966年又改名为红卫兵路:464。

### 外交大道
1971年11月8日，为迎接美国总统尼克松访问杭州，中国国务院和中央军委发布了关于扩建杭州笕桥机场的紧急指示，此次扩建工程简称118工程。工程除了对既有笕桥机场设施进行了扩建外，还计划在原走马塘的基础上修建连接杭州市的杭笕公路。公路由笕桥机场大营门至闸弄口，全长6.17公里、宽24米。公路中间为宽9米的快车道，快车道两侧为2条各宽4米的慢车道，与快车道通过绿化带隔开。慢车道旁为2.5米宽的植树带两条:617。
1981年杭笕公路正式定名为机场路。在杭州萧山国际机场投用前，使用笕桥机场的旅客均需要经过机场路进出杭州。同时访问杭州的国宾亦经由机场路。从1949年至2002年，有50多位国家元首、70多位政府首脑、100多位议会会长、140多位政党领袖利用机场路，因此机场路也有了“国宾大道”的美誉。
机场路于1995年进行过小规模扩建。1998年，机场路运河桥至笕桥机场迎宾桥路段进行拓宽工程，由原来的26米拓宽至40至54米，于6月28日完工:465。
2008年机场路再次进行拓宽整治工程，于2008年10月完工。在这次整治工程中，机场路南段由原先的双向4车道拓宽为双向6车道；北段则保持不变。

## 相交道路
| 道路名称                           | 地标                                    | 公交车站               | 地铁站     |
| ---------------------------------- | --------------------------------------- | ---------------------- | ---------- |
| 东西：艮山西路 南：凯旋路          |                                         | 闸弄口新村             |            |
| 西：机场路里街（不互通）           |                                         | 地铁闸弄口站C口·机神村 | 1闸弄口站  |
| 天城路                             | 解放军联勤保障部队第903医院(机场路院区) | 机神村·闻皇庙          | 1闸弄口站  |
| 机场路一巷                         | 解放军联勤保障部队第903医院(机场路院区) |                        |            |
| 工农路                             |                                         | 下菩萨                 |            |
| 南：秋涛北路 北：石桥路            |                                         |                        |            |
| 南：徐家洋路 北：亭东路 （不互通） |                                         | 机场路三里亭           |            |
| 新风路                             |                                         |                        | 19驿城路站 |
| 北：梅家曲巷（不互通）             |                                         | 机场路·尚城国际        |            |
| 全福桥路                           |                                         |                        |            |
| 东宁路                             |                                         | 枸橘弄·弄口            | 6枸橘弄站  |
| 德胜中路                           |                                         | 花园兜·弄口七组·草庄   |            |
| 开创街                             |                                         | 双凉亭·双凉环路·林家漾 |            |
| 同协路                             |                                         |                        |            |
| 东：明石路 北：笕桥路              |                                         | 迎宾桥                 |            |
| 相婆路（不互通）                   |                                         | 笕桥                   |            |
| 北：丁兰路 东北：笕桥路            | 笕桥机场                                | 笕桥                   |            |

## 事件

### 黑心钉
机场路路面曾多次出现因有补胎店商贩恶意置放钉子而导致过路车辆爆胎的事件。
2015年11月，多个行驶经过机场路的电动车轮胎被放置在路面上的钉子扎破，随后不约而同地至机场路路边的修车行补胎。曾有车主为防止黑心钉在胎内注射凝固时间极长液体胶水：当轮胎被钉子扎破时胶水会自动凝固。但一个月后该车轮胎却因为轧过钉子十多次而报废。
2016年6月底7月初，机场路再次出现多次电动车爆胎事件，警方在经过多次调查后抓获了在机场路天城路口一家修车铺的老板田某。田某来自江西，2015年5月曾因为在机场路路面种钉被警方逮捕后改为在拱墅区作案，截至2016年6月曾因同样的原因被拱墅警方逮捕三次。
2017年5月，机场路又多次出现电动车扎钉爆胎事件，这次钉子的范围扩大到了德胜路和同协路。警方在翻看监控后抓获了在同协路上开修车行的刘某和戚某。